# Primulina leiophylla
Primulina leiophylla là một loài thực vật có hoa trong họ Tai voi (Gesneriaceae). Loài này có ở tỉnh Quảng Tây (Trung Quốc); được W.T. Wang mô tả khoa học đầu tiên năm 1986 dưới danh pháp Chirita leiophylla. Năm 2011, Yin Z.Wang chuyển nó sang chi Primulina.